# Uniophora dyscrita
Uniophora dyscrita is een zeester uit de familie Asteriidae.
De wetenschappelijke naam van de soort werd in 1923 gepubliceerd door Hubert Lyman Clark.